# The Timeless Children
"The Timeless Children" é o décimo e último episódio da 12.ª temporada da série de ficção científica britânica Doctor Who, transmitido originalmente através da BBC One em 1º de março de 2020. É a segunda parte do season finale da temporada, que começou no episódio anterior, "Ascension of the Cybermen". Foi escrito pelo showrunner da série, Chris Chibnall, e dirigido por Jamie Magnus Stone.
O episódio apresenta Jodie Whittaker como a Décima terceira Doutora, ao lado de Bradley Walsh, Tosin Cole e Mandip Gill como seus acompanhantes, Graham O'Brien, Ryan Sinclair e Yasmin Khan, respectivamente, e Sacha Dhawan como o Mestre. Continuando a narrativa do último episódio, no planeta Gallifrey, enquanto o Mestre mostra a Doutora a verdade sobre seu passado, seus acompanhantes devem escapar da nave dos cybermen enquanto tentam chegar a Ko Sharmus.

## Enredo
O Mestre convence a Doutora a se juntar a ele em Gallifrey, onde ele a força a entrar na Matrix. Ele mostra a ela a história secreta de Gallifrey e sua raça nativa, os shobogans. Tecteun, uma exploradora espacial, encontrou uma "criança atemporal" com capacidade infinita de se regenerar. Ela adotou a criança e a estudou, enxertando com sucesso essa capacidade nos shobogans, transformando-os em Senhores do Tempo; eles escolheram limitar a regeneração de uma pessoa a doze. O Mestre revela que a Doutora é a "criança atemporal". Tecteun e a criança foram introduzidas em uma organização clandestina chamada Divisão, cujos detalhes foram redigidos a partir da Matrix. As memórias da Doutora foram apagadas posteriormente, antes da infância que ela se lembra; restam apenas trechos, mascarados como a história do policial irlandês Brendan.
Com a Doutora presa na Matrix, o Mestre atrai Ashad para Gallifrey e o encolhe com seu eliminador de compressão de tecidos, pegando o Cyberium para si. Com seu conhecimento, ele cria uma raça de cybermen que se regenera infinitamente, usando os corpos dos Senhores do Tempo, que ele usará para dominar o universo. Na Matrix, uma visão da Doutora Ruth dá a Doutora um meio de escapar sobrecarregando a Matrix com todas as suas memórias de suas regenerações passadas.
A bordo do cybercargueiro, Bescot é morta, enquanto Yaz e Graham se escondem com sucesso dos cybermen invasores entrando em carapaças vazias deles. Eles posteriormente salvam as vidas de Ryan, Ethan e Ko Sharmus das forças cybermen enviadas ao planeta por Ashad. O grupo se reúne e concorda em passar pelo portal para Gallifrey.
A Doutora se reagrupa com seus acompanhantes e descobre o corpo minaturizado de Ashad contendo uma "Partícula da Morte" capaz de destruir toda a vida orgânica em um planeta. Eles destroem o cybercargueiro, destruindo o exército de Ashad no processo e frustrando sua conspiração para reconstruir o Império Cybermen. Encontrando TARDISes não utilizadas, a Doutora programa uma para levar seus aliados para casa. Ela pega um dos explosivos de Ko Sharmus para detonar a Partícula da Morte, mas é incapaz de ativá-lo quando instigada pelo Mestre, mas Ko Sharmus aparece e o aceita, como penitência por não conseguir esconder adequadamente o Cyberium. A Doutora escapa em outra TARDIS enquanto a explosão consome Gallifrey.
Os aliados da Doutora chegam à Terra contemporânea em sua TARDIS. A Doutora pousa a outra TARDIS perto da sua, mas enquanto ela se prepara para desmaterializar, ela é presa por um judoon e é teleportada para uma prisão localizada dentro de um asteroide.

### Continuidade
Quando a Doutora transmitiu suas memórias para escapar da Matrix, o programa usa flashbacks através de inúmeras cenas da série moderna e clássica, apresentando cada Doutor e vários acompanhantes e vilões. Notavelmente, o flashback inclui cenas de The Brain of Morbius, um serial do Quarto Doutor. Nessa história, enquanto o Doutor e Morbius estão presos a uma máquina durante uma batalha de raciocínio, a máquina reluziu brevemente as antigas regenerações do Doutor e várias faces adicionais, então implicadas em versões anteriores do Doutor. O produtor deste serial, Philip Hinchcliffe, havia dito que era a intenção dessa cena na época, mas com o posterior limite de doze regenerações, tornou-se difícil explicar isso em episódios futuros e eventualmente se considerou que esses eram de fato rostos de Morbius. Esta cena é mostrada durante o flashback, finalmente confirmando os rostos como versões anteriores do Doutor.

## Produção
"The Timeless Children" foi escrito pelo showrunner da série, Chris Chibnall. Mais detalhes do episódio foram anunciados no volume 548 da Doctor Who Magazine no início de fevereiro de 2020. Foi dirigido por Jamie Magnus Stone.
Julie Graham foi escalado como Ravio no episódio. Ian McElhinney e Steve Toussaint também foram anunciados como atores convidados neste episódio e no anterior, "Ascension of the Cybermen"; no entanto, Toussaint não apareceu aqui, já que seu personagem foi morto nos eventos de "Ascension of the Cybermen". Jo Martin reprisa seu papel de "Fugitive of the Judoon" como uma regeneração da Doutora.

## Transmissão e recepção
| Críticas profissionais            | Críticas profissionais |
| Pontuações agregadas              | Pontuações agregadas   |
| Fonte                             | Avaliação              |
| --------------------------------- | ---------------------- |
| Rotten Tomatoes (Pontuação Média) | 80%                    |
| Rotten Tomatoes (Tomatometer)     | 6,83/10                |
| Avaliações da crítica             |                        |
| Fonte                             | Avaliação              |
| The A.V. Club                     | B                      |
| Entertainment Weekly              | [ 8 ]                  |
| Metro                             | [ 9 ]                  |
| Radio Times                       | [ 10 ]                 |
| The Independent                   | [ 11 ]                 |
| The Telegraph                     | [ 12 ]                 |

"The Timeless Children" foi exibido originalmente na BBC One em 1º de março de 2020. É a segundo parte de uma história em duas partes; o episódio anterior, "Ascension of the Cybermen", foi ao ar em 23 de fevereiro.
Foi assistido por 3,78 milhões de espectadores durante a noite, tornando-o o sétimo programa mais assistido do dia no Reino Unido.
O episódio recebeu uma aprovação de 80% e uma classificação média de 6,83/10 no site agregador de críticas Rotten Tomatoes, com base em oito críticas.